# Östgötaslätten

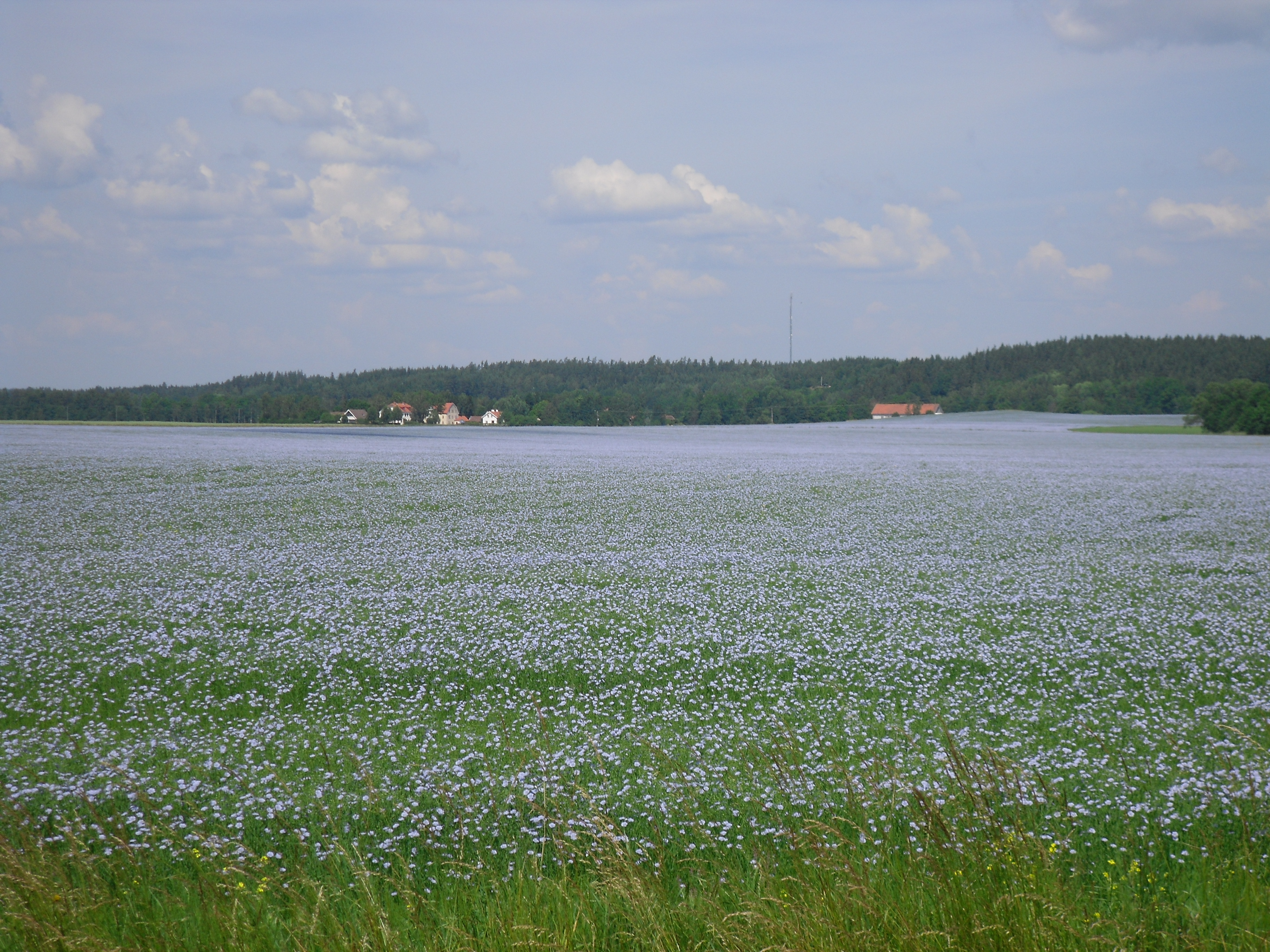
Linfält vid Ljung.

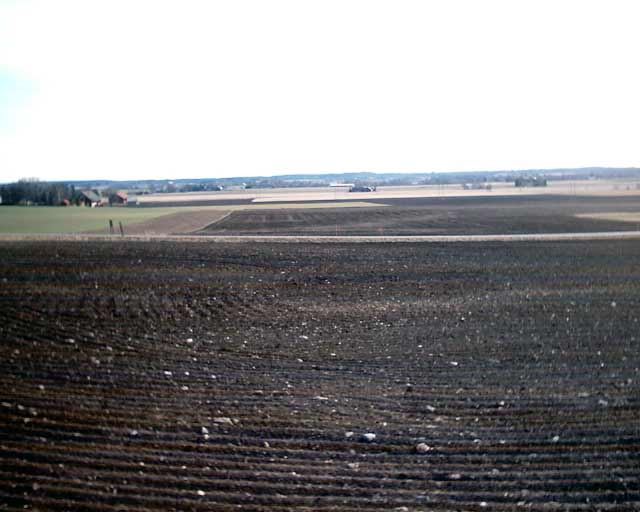
Den flacka Östgötaslätten.

Östgötaslätten är den flacka och i hög grad uppodlade slättbygd som sträcker sig genom hela den centrala delen av landskapet Östergötland. 

## Geografi
Slätten avgränsas i norr av en brant förkastningsbrant i höjd med städerna Motala och Norrköping, tillsammans med sjöarna Boren, Roxen och Glan. Norr om denna gräns ligger de stora skogsområden, däribland Tylöskogen och Kolmården, vilka avgränsar landskapet från Södermanland och Närke norr därom. I söder vidtar ett skogs- och bergsområde med nordsydliga erosionsdalar, vilket höjer sig mot söder åt Hålaveden (Holaveden) och de sjörika sydliga skogsbygderna som längst i söder avgränsar landskapet mot Småland. Här ligger sjöarna Sommen, Åsunden och Yxningen. I väster ligger sjön Vättern och i öster den sönderskurna Östgötaskärgården. 
Östgötaslättens kärnområde sträcker sig i en triangel mellan Ödeshög, Motala och Linköping. Här är slätten som bredast, c:a 30 km, och nästan helt flack. Endast det 240 meter höga Omberg vid Vätterns strand utgör en avvikelse. Bortsett från sjöarna kring slättens kanter finns nästan inga andra sjöar, undantaget den grunda fågelsjön Tåkern utanför Vadstena. Berggrunden består i hög grad av yngre kalksten, vilket ger slätten en del kalkrika kärrmarker.

## Historik
Jordmånen består av lerjordar, vilka bildades under Östersjöns tidiga historia när det så kallade Yoldiahavet täckte området under slutet av den senaste istiden. De nordliga sjöarna är de sista resterna av en havsvik som kom att sträcka sig från Bråviken ända in till Vättern.
Merparten av Östergötlands större och äldre städer är belägna på eller kring slättbygden, såsom Linköping, Norrköping, Skänninge och Vadstena. Området har varit bebott sedan stenåldern och kom under medeltiden att utgöra en av de tre centralbygder som sedermera kom att forma konungariket Sverige.

## Övrigt
Slättlandskapets milsvida rapsfält besjungs i visan Så grant står Östergyllen. 